# 욱씨남정기
《욱씨남정기》는 JTBC에서 2016년 3월 18일부터 2016년 5월 7일까지 방영된 텔레비전 드라마이다.

## 등장 인물

### 주요 인물
- 이요원 : 욱다정 (옥다정) 역 - 러블리 코스메틱 마케팅본부장
- 윤상현 : 남정기 역 - 러블리 코스메틱 마케팅본부 과장

### 남정기 가족들
- 황찬성 : 남봉기 역 - 남정기의 동생
- 최현준 : 남우주 역 - 남정기의 아들
- 임하룡 : 남용갑 역 - 남정기의 아버지, 평온한 아파트 경비원

### 황금화학
- 손종학 : 김환규 역 - 상무
- 송재희 : 지윤호 역 - 상품개발1팀 팀장, 욱다정의 첫 번째 남편

### 러블리 코스메틱
- 유재명 : 조동규 역 - 사장
- 김선영 : 한영미 역 - 마케팅본부 과장
- 권현상 : 박현우 역 - 마케팅본부 대리
- 황보라 : 장미리 역 - 마케팅본부 사원

### 그 외
- 양주호 : 양주호 역 - 러블리 코스메틱 마케팅부장
- 한정국 : 러블리 코스메틱 공장장 역
- 안상우 : 신 팀장 역 - 러블리 코스메틱 총무팀, 조동규 사장의 처남
- 윤영경 : 황 비서 역 - 러블리 코스메틱 사장실 비서
- 홍예리 : 러블리 코스메틱 직원 역
- 임승태 : 러블리 코스메틱 직원 역
- 김일현
- 서정하
- 이우진 : 이삿짐센터 직원 역
- 지성근 : 이사짐센터 직원 역
- 맹봉학 : 평온한 아파트 경비원 역
- 김종문 : 이지상의 뒤를 캐는 차 운전자 역
- 전병철 : 황금화학 납품업체 장 사장 역
- 손성찬 : 황금화학 납품업체 명 사장 역
- 이민섭 : 황금화학 납품업체 선 사장 역
- 손희순 : 한영미의 시어머니 역
- 유영복
- 박신혜
- 안현빈
- 김수진
- 김종호
- 김유림
- 최원용
- 황태호
- 오현승
- 한상우
- 서보익
- 석일우
- 황규연
- 유재동
- 권혁수 : 황금화학 사장 역
- 송경의
- 오지혜 : 다정의 어머니 정복자 역
- 최리호
- 이수련 : 엠디 역
- 조용준
- 정원창

### 특별출연
- 이정진 : 장시환 역 - JJ 홈쇼핑 사장, 욱다정의 두 번째 남편
- 연정훈 : 이지상 역 - 엘파트너스 대표
- 메이비 : 은행원 역 (2회)
- 도희 : 에밀리 역 (7회, 8회)
- 윤정수 : 802호 주민 역 (8회)
- 김숙 : 802호 주민 역 (8회)
- 홍석천 : 사진작가 역 (11회)
- 치타 : 러블리 코스메틱 화장품 모델 역 (13회)
- 윤시윤 : 신입사원 윤시윤 역 (16회)

## 시청률
최저 시청률과 최고 시청률은 시청률 조사회사와 지역별로 시청률에 차이가 있을 수 있습니다.
| 2016년 | 2016년   | 2016년                                         | 2016년     | 2016년      |
| 회차   | 방송일   | 부제                                           | AGB 시청률 | TNmS 시청률 |
| ------ | -------- | ---------------------------------------------- | ---------- | ----------- |
| 제1회  | 3월 18일 | 벗으라면 벗지요                                | 1.088%     | 1.6%        |
| 제2회  | 3월 19일 | 을이라도 될 걸 그랬어                          | 1.127%     | 1.3%        |
| 제3회  | 3월 25일 | 웰컴 투 '을'                                   | 2.079%     | 1.9%        |
| 제4회  | 3월 26일 | 자부심을 부탁해!                               | 1.875%     | 2.4%        |
| 제5회  | 4월 1일  | 굳이 을의 입장에서 변명하자면                  | 2.308%     | 2.3%        |
| 제6회  | 4월 2일  | 아무리 먹고 사는 게 힘들어도                   | 2.104%     | 2.5%        |
| 제7회  | 4월 8일  | 접대의 품격                                    | 2.402%     | 2.7%        |
| 제8회  | 4월 9일  | 그러지 맙시다! 적어도 같은 을들끼리는!         | 2.406%     | 2.7%        |
| 제9회  | 4월 15일 | 엄마라는 이름의 '을'                           | 2.255%     | 2.4%        |
| 제10회 | 4월 16일 | 세상에서 가장 어려운 일, 내가 나를 인정하는 일 | 2.410%     | 2.9%        |
| 제11회 | 4월 22일 | 뇌물이라 쓰고 선물이라 읽는다                  | 2.530%     | 2.6%        |
| 제12회 | 4월 23일 | 사람에 대한 가치평가 보고서                    | 2.354%     | 2.3%        |
| 제13회 | 4월 29일 | 돈으로 살 수 없는 것들                         | 2.308%     | 2.7%        |
| 제14회 | 4월 30일 | 돈, 저도 참 좋아하는데요                       | 2.673%     | 2.5%        |
| 제15회 | 5월 6일  | 머니게임 vs 생존게임                           | 3.191%     | 3.4%        |
| 제16회 | 5월 7일  | 그래서, 좋아합니다                             | 2.774%     | 3.4%        |

## 동시간대 드라마
tvN 금토드라마
- 《기억》 : (2016년 3월 18일 ~ 2016년 5월 7일)